# قطا عراقي
قطا عراقي أو قطا مسنن الذيل (الاسم العلمي: Pterocles alchata) (بالإنجليزية: Pin-tailed Sandgrouse) هو طائر ينتمي إلى قطويات (فصيلة: Pteroclididae).

## الانتشار وموطن
ينتشر في العراق (مستوطن) والسعودية والكويت وقطر والإمارات وعمان والأردن وسوريا (مستوطن ومهاجر).